# Gerard Grabowicz
Gerard Grabowicz (ur. 24 września 1930 w m. Sucha Święcie, zm. 29 grudnia 1995) – polski działacz partyjny, konsul generalny w Ostrawie (1982–1986).

## Życiorys
Od 1949 do 1955 należał do Związku Młodzieży Polskiej, m.in. wiceprzewodniczący koła w Centralnym Urzędzie Szkolenia Zawodowego w Warszawie. 14 września 1959 został członkiem Polskiej Zjednoczonej Partii Robotniczej, wchodząc w tym samym roku w skład egzekutywy podstawowej organizacji partyjnej w Technikum Kolejowym w Warszawie. Od 1961 do 1964 I sekretarz tamże. Od 1961 studiował w Wyższej Szkole Nauk Społecznych przy Komitecie Centralnym PZPR, gdzie w 1965 ukończył studia I stopnia, a w 1968 studia magisterskie. W latach 1965–1969 wicedyrektor ds. pedagogicznych, a w latach 1956–1970 nauczyciel wiedzy o społeczeństwie w Technikum Kolejowym w Warszawie. Od 1966 członek egzekutywy, a od 1968 sekretarz propagandy Komitetu Dzielnicowego Warszawa Ochota. Następnie od 1970 starszy instruktor, a od 1975 inspektor Biura Spraw Kadrowych KC PZPR. W latach 1982–1986 pełnił funkcję Konsula Generalnego w Ostrawie.
Syn Metodego i Pelagii. Pochowany na Cmentarzu Bródnowskim w Warszawie.